# دانی دایر
 دانی دایر (انگلیسی: Danny Dyer؛ زادهٔ ۲۴ ژوئیهٔ ۱۹۷۷) یک هنرپیشه اهل بریتانیا است. وی از سال ۱۹۹۳ میلادی تاکنون مشغول فعالیت بوده‌است.
از فیلم‌ها یا برنامه‌های تلویزیونی که وی در آن نقش داشته است می‌توان به مین ماشین، انگشتان سبز، قانون‌شکن، عصر قهرمانان و سنگر اشاره کرد.